# Федір Коріятович
Федір Корятович (Коріятович, Коріатович) (бл. 1331 — 1414) — подільський князь з роду Коріятовичів, син Коріята-Михайла Гедиміновича, що князював у Новогрудку.

## Життєпис
Дмитро Данилюк, дослідник історії Закарпаття, говорить про Федора Корятовича як князя Карпатської Русі у 90-х роках XIV століття, дати його життя визначає так: ? — 1414. На думку Михайла Лучкая, Федір Корятович народився десь на початку XIV століття і в дев'яностих роках цього століття він не міг воювати із князем Литви Вітовтом Великим, бо тоді «міг би мати вже понад дев'яносто років».
Згадується в джерелах на межі XIII–XIV століть. Мав від батька волость у Новогрудському князівстві, Гомельське князівство. Йому підпорядковувався молодший брат Василь — князь Бозький.
Князі Юрій, Олександр та Костянтин Корятовичі після битви на Синіх Водах (1362) стали володарями Подільського князівства. З 1377 року були ленниками Угорщини.
Близько 1389 року Федір Коріятович успадкував Поділля по смерті старших братів. 1392 року вступив в союз зі Свидригайлом — на той час князем Вітебським, що також противився політиці Ягайла, спрямованій на повне підпорядкування удільних князівств аж до їх ліквідації; надав своєму слузі Бедришку села на Поділлі.
Восени 1393 року молдовсько-подільські війська зазнали поразки; Федір Коріятович покинув Поділля під натиском Вітовта і з сім'єю виїхав в Угорщину, сподіваючись з допомогою Сигізмунда продовжити боротьбу. Поділля було залишено на воєводу Нестиса, якому на допомогу прибули молдовські та угорські загони. Був прийнятий угорським королем Сигізмундом I і з 1393 року став паном Мукачівської домінії на Закарпатті.
1395 року Вітовт забрав від нього різні міста, зокрема, Скалу. У 1393—1414 роках був власником Бардіїва. Заснував монастир у Мукачеві (тут подібно був похований) і привів на Закарпаття близько 40 тисяч українців з Поділля (деякі історики вважають це легендою).
1402 року появився на Поділлі після втечі Свидригайла, з допомогою брата Василя, який утримав Бозьке князівство, пробував відновити свої права. Подільські старости його ув'язнили; ціною свободи для братів були акти (пол. homagialne) Ягайлу (Василь склав 1 липня 1403 року в Грубешові, Федір через кілька днів в Щекарові). Зрікся дідицтва, пробачив королю та шляхтичам ув'язнення, отримав свободу.
У документі за 1408 рік титулувався «Dux Podoliae et comes comitatus de Beregh» всупереч підписаним у 1403 році актам.

### Сім'я

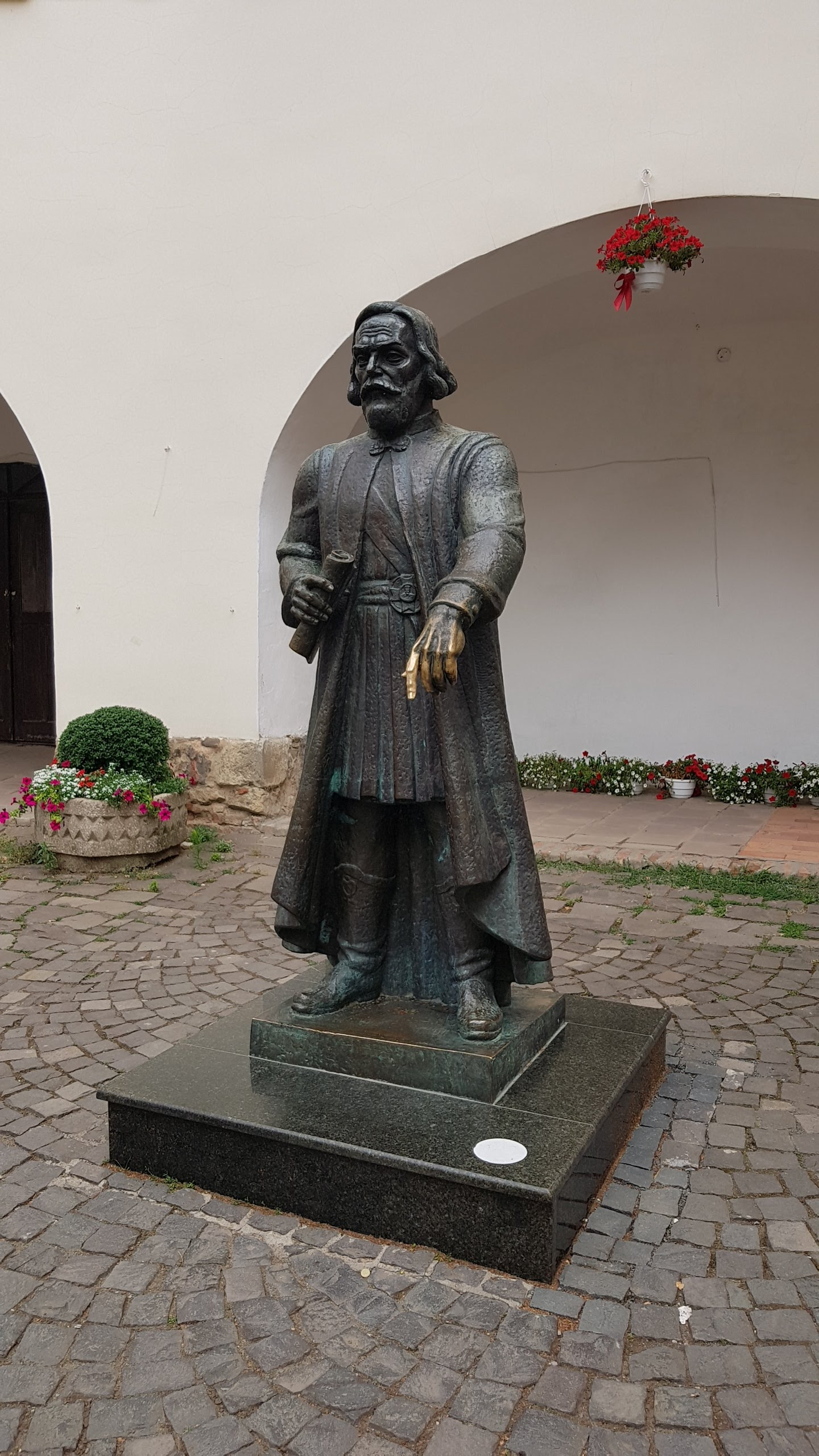
Пам'ятник Федору Коріятовичу у замку Паланок

Діти:
- Жедевид-Іван — ймовірно, посідав частину Поділля, за литовсько-руськими хроніками, один з очільників військ ВКЛ під Грюнвальдом 1410 року[3];
- Марія — разом з сестрою отримала від Сигізмунда Люксембурзького дотацію у 1416 році[4];
- Анна — дружина Петра Монтигердовича.

## Вшанування пам'яті
- Пам'ятник Князю Федору Коріятовичу в Мукачеві.
- На честь Корятовича названо вулиці в Мукачеві, Львові, Хусті, Сваляві, Королевому та Береговому, одну із центральних площ Ужгорода.
- У Вінниці та Кам'янець-Подільському— вулиця Князів Коріатовичів.
- Кімната історичної пам'яті князя Федора Коріятовича у мукачівському замку Паланок.

### У кінематографі
Німа стрічка «Коріатович» (або «Чарівний перстень Карпат») була однією з перших робіт, відзнятих на чеській студії А-В (згодом Barrandov) в 1922 р. Спонсорами художнього фільму виступили монсеньйор Августин Волошин та губернатор Підкарпатської Русі (Карпатської України) Костянтин Грабар, лібрето до фільму написав поет Василь Пачовський. Прем'єра відбулась у Празі 9 листопада 1922 року за присутності президента ЧСР Томаша Масарика.

### У драматургії
Вистава «Князь Корятович» (Легенда Мукачівського замку) за однойменною пє'сою Олександра Гавроша поставлена у Мукачівському драматичному театрі у 2017 році